# Wilhelm II. (Béarn)
Wilhelm II. von Montcada (katalanisch: Guillem de Montcada, französisch: Guillaume de Moncade; † 12. September 1229 auf Mallorca) war ein Vizegraf von Béarn aus dem katalanischen Haus Montcada. Er war ein Sohn des Vizegrafen Wilhelm Raimund von Béarn und der Guillema de Castellvell.

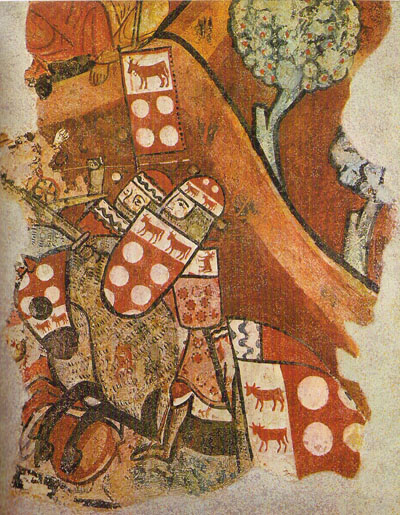
Wilhelm II. von Béarn-Montcada dargestellt auf einem Fresko zum mallorquinischen Kreuzzug aus dem Palau Aguilar in Barcelona. Sein Wappen vereint die von Montcada und Béarn. Museu Nacional d’Art de Catalunya, Barcelona.

Wilhelm wird erstmals im Jahr 1202 in Montpellier am Hof König Peters II. genannt, offenbar war er um diese Zeit mündig geworden, und nahm fortan die Interessen seiner Familie am königlichen Hof für seinen im Exil lebenden Vater war. Mit dem Bischof von Vic lag er im Streit um die Herrschaft über die Stadt Vic, der 1210 in seiner kurzzeitigen Exkommunizierung durch den Bischof und Verbannung vom Hof gipfelte. Ab 1212 nahm er wieder seine einflussreiche Position am Hof ein, nahm aber nicht in der Schlacht bei Las Navas de Tolosa teil. Auch in der Schlacht bei Muret kämpfte er nicht mit, sondern befand sich in der von Graf Nuno Sanchez geführten Verstärkungstruppe, die das katalanische Heer nicht mehr rechtzeitig zu Beginn des Kampfes erreichen konnte. Im April 1214 gehörte Wilhelm zu jenem katalanischen Aufgebot das in Narbonne die Freigabe des unmündigen Königs Jakob I. aus den Händen Simons de Montfort erzwang.
In der anschließenden Regentschaft des Grafen Sancho für den unmündigen König konnte Wilhelm gemeinsam mit seinem aus dem Exil zurückgekehrten Vater teilhaben. Innerhalb des Regierungsrates stellte er sich im September 1216 an die Spitze einer gegen den regierenden Grafen gerichteten Opposition. Seit dem Juli 1219 ist Wilhelm schließlich in der Position des Prokurators bezeugt, was der eines Regenten über das Königreich entsprach. 1221 war er für das Zustandekommen der Ehe des Königs mit Eleonore von Kastilien verantwortlich. Eine im Sommer 1222 ausgebrochene Fehde mit Nuno Sanchez kostete Wilhelm seine Position am Hof, da sich der junge König in den Schutz seines Rivalen begab. Nachdem er Perpignan angegriffen hatte, wurde er im September 1223 von einem königstreuen Heer in seiner Burg Montcada (heute bei Montcada i Reixac) drei Monate lang belagert, doch konnte er sich erfolgreich verteidigen. Darauf reiste er in die Provence um sich dort mit Raimund Berengar V. und Theobald IV. von Champagne zu verbünden. Im Juni 1224 konnte er wieder nach Katalonien zurückkehren um sich mit Jakob I. und Nuno Sanchez zu versöhnen.
Um dieselbe Zeit war Wilhelms Vater gestorben, von dem er die Vizegrafschaft Béarn erbte. 1226 befehdete er die Familie Cardona, wogegen erneut der König intervenieren musste. Im September 1228 schloss er sich wieder dem königlichen Gefolge an und nahm an der Niederwerfung des rebellischen Guerau de Cabrera teil. Dem Heer König Jakobs I. für den Kreuzzug zur Eroberung der Balearen steuerte Wilhelm einhundert Ritter bei. In der Schlacht von Portopí in den Serra de na Burguesa am 12. September 1229 führte er die erste Schlachtreihe gegen das maurische Heer an und wurde zusammen mit seinem Vetter Ramon II. de Montcada im Kampf getötet. Bestattet wurde er im königlichen Kloster Santa Maria de Santes Creus.
Seit dem Februar 1223 war Wilhelm II. verheiratet mit Gersende, einer Tochter des Grafen Alfons II. von Provence. Ihre Kinder waren:
- Konstanze, ⚭ mit Diego Lópes, Herr von Soberano de Vizcaya
- Gaston VII. (* 1225, † 26. April 1290), Vizegraf von Béarn

## Belege und Anmerkungen
1. 1 2  The Book of Deeds of James I of Aragon. A Translation of the medieval catalan Llibre dels Fets, hrsg. von Damian J. Smith und Helena Buffery (2010), S. 24.
2. ↑  Histoire générale de Languedoc avec des notes et les pièces justificatives. Vol. 8, hrsg. von Claude Devic und Joseph Vaissète (1879), Nr. 172, Sp. 643–646.
3. ↑  The Book of Deeds of James I of Aragon. A Translation of the medieval catalan Llibre dels Fets, hrsg. von Damian J. Smith und Helena Buffery (2010), S. 37–38.
4. ↑  Seine erste als Vizegraf gezeichnete Urkunde datiert auf den Oktober 1224. Siehe Miret y Sans, Nr. 27, S. 236.
5. ↑  The Book of Deeds of James I of Aragon. A Translation of the medieval catalan Llibre dels Fets, hrsg. von Damian J. Smith und Helena Buffery (2010), S. 88–90.
6. ↑  Miret y Sans, Nr. 26, S. 236.

| Vorgänger       | Amt                          | Nachfolger  |
| --------------- | ---------------------------- | ----------- |
| Wilhelm Raimund | Vizegraf von Béarn 1224–1229 | Gaston VII. |

| Personendaten    | Personendaten                              |
| ---------------- | ------------------------------------------ |
| NAME             | Wilhelm II.                                |
| ALTERNATIVNAMEN  | Guillaume de Montcada; Guillem de Montcada |
| KURZBESCHREIBUNG | Vizegraf von Béarn                         |
| GEBURTSDATUM     | 12. Jahrhundert                            |
| STERBEDATUM      | 12. September 1229                         |
| STERBEORT        | Mallorca                                   |